# ORP Elew
ORP Elew (713) – kuter szkolny (OS-1 typu Podchorąży) o tej nazwie służący w Polskiej Marynarce Wojennej w latach 1976-2005.

## Historia
Stocznia „Wisła” w Gdańsku w latach 1969-71 zbudowała dla MW ZSRR 12 kutrów szkolnych projektu 772U (Bryza). Był to zmodernizowany (przystosowany do celów szkoleniowych) kuter pasażerski projektu 772U (Bryza) budowany w latach 1961-69 w serii 51 jednostek. Jedna z nich została wcielona do PMW jako „K-18” Po przekazaniu i zbudowaniu MW ZSRR całej serii kutrów szkolnych projektu 772U zadecydowano o budowie podobnych kutrów dla MW. Modernizacje do polskich wymagań projektu 772U wykonało Biuro Projektowo-Technologiczne Morskich Stoczni Remontowych PROREM w Gdańsku (obecnie przedsiębiorstwo Projektowo-Technologiczne Techniki Morskiej PROREM). Powstał tam projekt morskiego kutra szkolnego oznaczony symbolem OS-1(Bryza). Budowę trzech takich kutrów powierzono Stoczni „Wisła” w Gdańsku. Otrzymały one nazwy OORP „Podchorąży”, „Kadet” i „Elew”, czyli słuchaczy szkół oficerskich i podoficerskich. Do służby zostały one wcielone w latach 1974-76, po jednym rocznie. Były to trzy pierwsze okręty szkolne wcielone do WSMW. Morski kuter szkolny projektu OS-1 miał za zadanie umożliwić słuchaczom AMW wykonanie dowódczej i nawigacyjnej praktyki morskiej. Składała się ona z: kierowania manewrami kutra podczas indywidualnego pływania, kotwiczenia, holowania oraz cumowania obliczania i wykonywania manewrów taktycznych oraz manewrów przy rozchodzeniu się i pływaniu w szyku, określania elementów manewrowych kutra i poprawek według przyrządów, wykonywania pracy dewiacyjnych i radionawigacyjnych, wykonywania sygnalizacji przy pływaniu zespołowym oraz wykorzystania technicznych środków obserwacji i łączności radiowej i podczas pływania indywidualnego oraz zespołowego.
W dniach 4–26 maja 1983 roku okręt wziął udział w wielkich ćwiczeniach sił Marynarki Wojennej o kryptonimie Reda-83. Ostatnim przydziałem okrętu był dywizjon Okrętów Szkolno-Badawczych w Gdyni, 3 Flotylla Okrętów.
Został wycofany ze służby 31 maja 2005 roku.

## Budowa
Kadłub kutra podzielony był 7 grodziami na 8 przedziałów wodoszczelnych. Pierwszy od dziobu przedział zajmował skrajnik dziobowy. W drugim znajdowały się pomieszczenia kadry i kuchni z magazynem prowiantowym oraz pomieszczenie żyrokompasu i logu. Trzeci od dziobu przedział to siłownia z silnikami głównymi i zespołowymi prądotwórczymi. Za siłownią znajdował się przedział z pomieszczeniem dla 10 marynarzy oraz następny z pomieszczeniem dla 14 podchorążych. Przedostatni przedział to magazynki mechanika i kucharza, a ostatni przedział wodoszczelny to skrajnik rufowy z maszyną sterową US063T20. Na całej prawie długości kadłuba usytuowana była dwukondygnacyjna nadbudówka. Dolna kondygnacja zajęta była przez dziobową szkolną kabinę nawigacyjną, kabinę radio, szyb maszynowy, mesę oraz rufową szkolną kabinę. Mesa była równocześnie pomieszczeniem mieszkalnym podchorążych i salą wykładową. Górna kondygnacja to GSD z kabiną nawigacyjną i kabiną dowódcy. Nad GSD były pokład sygnałowy z masztem.

## Dane techniczne
- Wymiary główne i podstawowe dane :
  - Wysokość boczna : 3.00 m
  - Prędkość eksploatacyjna : 10,0 w
  - Niezależność od bazy : 5 dób

- Napęd główny :
  - 2 spalinowe silniki wysokoprężne Wola DM 150 o mocy 110 kW (150 KM) każdy przy 1500 obr./min, czterosuwowe, nienawrotne zespolone z przekładniami redukcyjno-nawrotnymi, napędzające poprzez linie wałów 2 stałe śruby napędowe.

- Zespoły prądotwórcze:
  - 2 zespoły ZE-266 o mocy 38 kVA (31 kW) każdy, napięciu 3x 400V/50Hz składające się z silnika spalinowego Andoria SW-266 o mocy 38 kW (50KM) przy 1500 obr./min i prądnicy prądu przemiennego GCPf84c/7

- Urządzenia sterowne:
  - 1 ster częściowo zrównoważony napędzany ręczną hydrauliczną maszyną sterową.

- Wyposażenie radiolokacyjne i obserwacji technicznej :
  - 2 radary nawigacyjne TRN-823 (z podziałem na szkolny i nawigacyjny).

- Urządzenia radionawigacji, radiokomunikacji :
  - -odbiornik GPS Koden 931D
  - -radionamiernik cyfrowy ARC-1402 (następnie ARC - 1404);
  - -żyrokompas Giria-MK;
  - -echosonda SP-402A/N (następnie po remoncie wymieniona na nowszy inny model);
  - -log ŁG - 2 (następnie log elektromagnetyczny ELM 7102);
  - -radiostacja R-615;
  - -radiostacja R-619-1;
  - -odbiornik radiokomunikacyjny OK-106;
  - -radiotelefon UKF FM –309/K;
  - -rozgłośnia manewrowa RM-6102;

- Urządzenia szkoleniowe
  - -wskaźnik radaru nawigacyjnego TRN-823;
  - -wskaźnik radionamiernika cyfrowego ARC-1402 (następnie przy ARC - 1404 zlikwidowany)
  - -powtarzacze żyrokompasu Giria-MK
  - -manipulatory rozgłośni manewrowej RM-6102

## Informacje dodatkowe
- Plany modelarskie kutra szkolnego projektu OS-1 (Bryza) Stanisława Kierzkowskiego zamieścił miesięcznik „Modelarz” w numerach 8-9/1985